# Microdendron sinense
Microdendron sinense là một loài rêu trong họ Polytrichaceae. Loài này được Broth. mô tả khoa học đầu tiên năm 1929.